# اسلونسکی الکتران
اسلونسکی الکتران (انگلیسی: Slovenské elektrárne) شرکت برق اسلواک است، که در سال ۲۰۰۰ تأسیس شد.